# Премія НАН України імені С. І. Субботіна
Премія імені Серафима Івановича Субботіна — премія, встановлена НАН України за видатні наукові роботи в галузі геофізики, гідрофізики, наукового приладобудування, метрології та фізики атмосфери.
Премію засновано 1997 року постановою Президії НАН України від 20.06.1997 № 228 та названо на честь українського радянського вченого-геофізика, фахівця з вивчення глибинної будови земної кори і верхньої мантії методом гравіметрії, академіка АН УРСР Серафима Івановича Субботіна. Перше вручення відбулося у 2000 році за підсумками конкурсу 1999 року.
Починаючи з 2007 року Премія імені С. І. Субботіна присуджує Відділення наук про Землю НАН України щотри роки.

## Лауреати премії
| Рік  | Тема | Лауреати                          | Коротко про лауреата |
| ---- | --- | --------------------------------- | --- |
| 1999 | Підручник «Фізика Землі» | Тяпкін Костянтин Федорович        | член-кореспондент НАН України, завідувач кафедри геофізичних методів розвідки Національного гірничого університету                                                                                           |
| 2001 | Монографія «Основы векторного анализа и теория поля»                                                                             | Булах Євген Георгійович           | доктор фізико-математичних наук, головний науковий співробітник Інституту геофізики імені С. І. Субботіна НАН України                                                                                        |
| 2001 | Монографія «Основы векторного анализа и теория поля»                                                                             | Шуман Володимир Миколайович       | доктор фізико-математичних наук, завідувач відділу Інституту геофізики ім. С. І. Субботіна НАН України |
| 2003 | Робота «Динаміка аномального магнітного поля Землі»                                                                              | Городиський Юрій Михайлович       | кандидат фізико-математичних наук, інженер лабораторії тектономагнетизму Карпатського відділення Інституту геофізики ім. С. І. Субботіна НАН України                                                         |
| 2003 | Робота «Динаміка аномального магнітного поля Землі»                                                                              | Кузнєцова Валентина Георгіївна    | кандидат технічних наук, старший науковий співробітник, завідувач лабораторії Карпатського відділення Інституту геофізики ім. С. І. Субботіна НАН України                                                    |
| 2003 | Робота «Динаміка аномального магнітного поля Землі»                                                                              | Максимчук Валентин Юхимович       | доктор фізико-математичних наук, директор Карпатського відділення Інституту геофізики ім. С. І. Субботіна НАН України                                                                                        |
| 2005 | Монографія «Теория и практика шахтной сейсморазведки»                                                                            | Анциферов Андрій Вадимович        | доктор технічних наук, професор, директор Українського державного науково-дослідного і проектного інституту азотної промисловості і продуктів органічного синтезу                                            |
| 2008 | Монографія «Литосфера докембрийских щитов северного полушария Земли по сейсмическим данным»                                      | Трипільський Олександр Андрійович | доктор геолого-мінералогічних наук, провідний науковий співробітник Інституту геофізики ім. С. І. Субботіна НАН України                                                                                      |
| 2008 | Монографія «Литосфера докембрийских щитов северного полушария Земли по сейсмическим данным»                                      | Шаров Микола Володимирович        | доктор геолого-мінералогічних наук, завідувач лабораторії Інституту геології Карельського наукового центру РАН                                                                                               |
| 2011 | Монографія «Изучение газоносности угленосной толщи»                                                                              | Тіркель Михайло Годельович        | кандидат технічних наук, заступник директора Українського державного науково-дослідного та проектно-конструкторськийого інституту гірничої геології, геомеханіки та маркшейдерської справи НАН України       |
| 2011 | Монографія «Изучение газоносности угленосной толщи»                                                                              | Глухов Олександр Олександрович    | доктор технічних наук, завідувач відділу Українського державного науково-дослідного і проектно-конструкторського інституту гірничої геології, геомеханіки і маркшейдерської справи НАН України               |
| 2011 | Монографія «Изучение газоносности угленосной толщи»                                                                              | Анциферов Вадим Андрійович        | кандидат технічних наук, старший науковий співробітник Українського державного науково-дослідного і проектно-конструкторського інституту гірничої геології, геомеханіки і маркшейдерської справи НАН України |
| 2014 | Монографія «Кировоградский рудный район. Глубинное строение. Тектонофизический анализ. Месторождения рудных полезных ископаемых» | Старостенко Віталій Іванович      | академік НАН України, директор Інститут геофізики ім. С. І. Субботіна НАН України |
| 2014 | Монографія «Кировоградский рудный район. Глубинное строение. Тектонофизический анализ. Месторождения рудных полезных ископаемых» | Гінтов Олег Борисович             | член-кореспондент НАН України, головний науковий співробітник відділу тектонофізики Інституту геофізики ім. С. І. Субботіна НАН України                                                                      |
| 2014 | Монографія «Кировоградский рудный район. Глубинное строение. Тектонофизический анализ. Месторождения рудных полезных ископаемых» | Дрогицька Галина Михайлівна       | кандидат геолого-мінералогычних наук, старший науковий співробітник відділу регіональних проблем геофізики Інституту геофізики ім. С. І. Субботіна НАН України                                               |
| 2017 | Монографія «Термобарическое петрофизическое моделирование в геофизике»                                                           | Корчін Валерій Олександрович      | кандидат фізико-математичних наук, провідний науковий співробітник Інституту геофізики ім. С. І. Субботіна НАН України                                                                                       |
| 2017 | Монографія «Термобарическое петрофизическое моделирование в геофизике»                                                           | Буртний Петро Олексійович         | науковий співробітник Інституту геофізики ім. С. І. Субботіна НАН України |
| 2020 | Монографія «Геопросторові дослідження і практика планування: Україна на тлі світових трендів»                                    | Маруняк Євгенія Олександрівна     | доктор географічних наук, директор Інституту географії НАН України |